# Forte de Coimbra (1866)
La bombardera Forte de Coimbra fue un navío de la Armada del Imperio del Brasil que sirvió en la Guerra de la Triple Alianza. 

## Historia
Primera embarcación de la marina brasileña en llevar ese nombre en homenaje al Fuerte de Coímbra, situado en el Mato Grosso sobre el río Paraguay, fue construida en los astilleros del Arsenal de Marina de Río de Janeiro y botada el 17 de marzo de 1866, incorporándose a la armada imperial ese año al mando del teniente 1° José Cândido Guillobel.
El Forte de Coimbra era un buque impulsado por una máquina de vapor con una potencia de 60 HP que accionaban dos hélices y le permitían alcanzar una velocidad máxima de 8.5 nudos. 
Su eslora era de 36 m, manga de 7.15 m y un calado de 2.70 m, con un desplazamiento de 338 t. 
Montaba 1 cañón Whitworth del 70. 
Sirvió durante la Guerra del Paraguay formando parte de la segunda división en las acciones de apoyo del Paso de Curupayty el 15 de agosto de 1867.
En 1871, finalizado el conflicto, pasó a Río de Janeiro al mando del capitán teniente Francisco José de Freitas.
El 18 de mayo de 1873, al mando del capitán teniente Francisco Goulart Rollim debía trasladar a su antiguo comandante Francisco José de Freitas, ahora Director de Faros, en visita a la isla de Arvoredo, pero teniendo en cuenta el mal estado de la máquina del Forte de Coimbra, Freitas requirió al presidente de la provincia de Santa Catarina un nuevo transporte.
Pese a su estado, continuó en servicio hasta 1884. El 18 de diciembre de ese año, el Arsenal de Marina de Ladário recibió autorización para proceder a su desguace.